# ヘムスロー
ヘムスロー (ドイツ語: Hemsloh, 低地ドイツ語: Hemzel) は、ドイツ連邦共和国ニーダーザクセン州ディープホルツ郡に属す町村（以下、本項では便宜上「町」と記述する）である。ヘムスローはザムトゲマインデ・レーデンの一部である。

## 地理
ヘムスローは、デュンマー自然公園とヴィルデスハウゼ・ゲースト自然公園との間、ブレーメンとオスナブリュックとのほぼ中間に位置している。この町はレーデンに行政機関を置くザムトゲマインデ・レーデンに属している。濃密な森とマッケンシュテット集落およびローデミューレン集落を含むケレンベルク地区がこの町に属している。

## 歴史
この町は、1238年に初めて文献に記録されている。

### 地名
古い文献は、-loh ではなく、-le と記述しており、解釈には疑問の余地が残る。「森」を意味する -loh は後世に置き換えられたものとしか解釈できない。この地名は「曲がりくねった丘」を意味する。

## 行政
この町の議会は9議席からなる。

### 首長
この町の名誉職の町長はデトレフ・マッケンシュテットである。ゲマインデディレクター（町政の実務責任者）はザムトゲマインデ長のマグヌス・キーネである。

### 紋章
ヘムスローには固有の紋章がない。普段はザムトゲマインデ・レーデンの紋章を転用している。

## 文化と見所

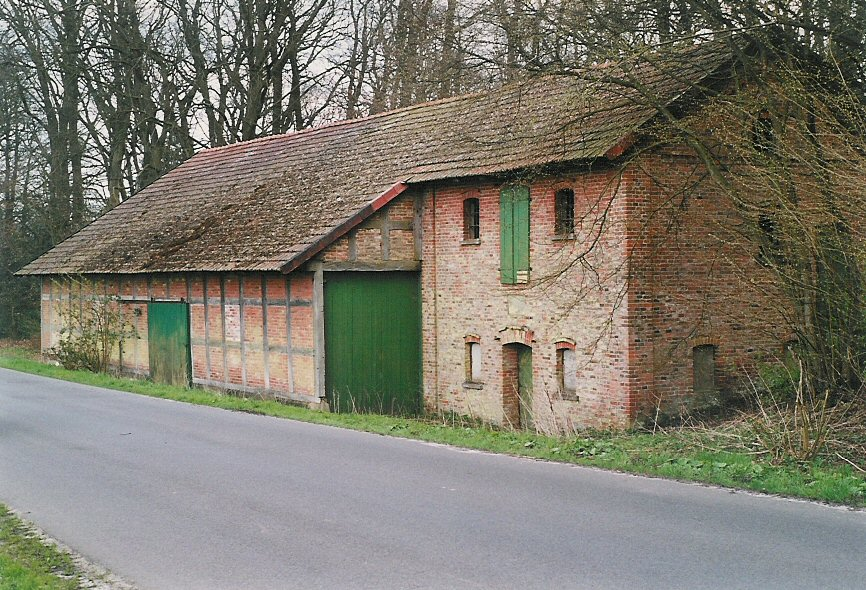
ローデミューレン地区の水車小屋

### 建築
ヘムスローの建造文化財リストには12件の建築物が登録されている。

### 風車、水車
ヘムスローには2基の風車と、ローデミューレンに1基の水車がある。

### 自然保護区
町の南にあるレーデナー・ゲーストモーア自然保護区とレーデナー・ゲーストモーア再生地区は、合わせて約1,800ヘクタールの広さがある。

## 経済と社会本

### 交通
この町は、ディープホルツからニーンブルク/ヴェーザーに至る連邦道 B214号線のすぐ近くに位置している。